# Малая Подьяческая улица
Ма́лая Подья́ческая у́лица — улица в Адмиралтейском районе Санкт-Петербурга. Проходит от набережной канала Грибоедова у Львиного моста до набережной канала Грибоедова.

## История названия
С 1796 года существует название 3-я Подьяческая улица по проживавшим в этой части города людям малого сословия, в том числе подьячих. С 1804 года параллельно появляется название Банный переулок дано по местонахождению (на месте теперешнего дома 1) бань. Современное название Малая Подьяческая улица существует с 1821 года.

## История
Улица возникла во второй половине XVIII века.

## Примечательные здания и сооружения
- Пешеходный Львиный мост;
- Дом № 1 — детский дом «Малютка»;
- Дом № 10 — дом Мигрецкой, нач. XIX в., 1834 г. (надстройка), воен. инж. Якубовский.  7832159000
- Дом № 12-14 — дом А. П. Нагишкиной, 1840 г., арх. И. И. Климов.  7832160000
- Дом № 2/94 — дом Терезии Ивановны Томас, с конца апреля по 20 августа 1864 года проживал писатель Ф. М. Достоевский[2].